# Bancroft (Virginie-Occidentale)
Pour les articles homonymes, voir Bancroft.
Bancroft est une municipalité américaine située dans le comté de Putnam en Virginie-Occidentale.

## Géographie
Bancroft est située sur la rive droite de la Kanawha, entre Charleston et Point Pleasant.
La municipalité s'étend sur 0,14 milles carrés (0,36 km2).

## Histoire
Bancroft est fondée en 1845 sur les rives de la Kanawha par Andrew Jackson Phalen, originaire d'Écosse. Phalen y ouvre une mine de charbon et nomme la localité Energetic en 1881 (en référence à la Energetic Coal Company).
La localité est par la suite renommée en l'honneur du nouveau propriétaire de la mine, Tom ou George Bancroft. Si la mine ferme à la fin du XIXe siècle, les autres mines de la région permettent à Bancroft de poursuivre son développement. La ville devient une municipalité en 1952.

## Démographie
Selon le recensement de 2010, Bancroft compte 587 habitants. 